# Desdémona (satélite)
Desdémona es un satélite natural de Urano. Fue descubierto el 13 de enero de 1986 por la sonda espacial Voyager 2 y su designación provisional fue S/1986 U 6. Debe su nombre a Desdémona, esposa de Otelo en  la obra Otelo de William Shakespeare. También es llamado Urano X.
Desdémona pertenece al grupo de Porcia, que también incluye a Bianca, Crésida, Julieta, Porcia, Rosalinda, Cupido, Belinda y Perdita. Estos satélites tienen órbitas y propiedades fotométricas similares. Por desgracia, aparte de los datos de su órbita, su radio de 32 kilómetros, y el albedo geométrico de 0,08, prácticamente no se sabe nada de Desdémona.
En las imágenes enviadas por la Voyager 2, Desdémona aparece como un objeto alargado, con el eje principal apuntando hacia Urano. Su superficie es de color gris. Desdémona puede colisionar con Julieta o Crésida en los próximos 100 millones de años.